# Дегофф, Блез
Блез Александр Дего́фф (фр. Blaise Alexandre Desgoffe; 17 января 1830 года в Париже — 2 мая 1901 там же) — французский художник, племянник художника Александра Дегоффа.

## Биография
Блез Александр Дегофф родился в Париже. Художественное образование получил в Парижском училище изящных искусств, потом работал под руководством И. Фландрена и В. Бугро.
Выставлялся на парижском Салоне с 1857 по 1882 год, был награждён медалью третьего класса в 1861 году и медалью второго класса в 1863 году. Был награждён серебряной медалью на Всемирной выставке 1900 года.
Художник умер в Париже в 1901 году.

## Творчество
Блез Дегофф писал почти исключительно неодушевленные предметы: ювелирные изделия, стеклянные сосуды, ковры, ткани и т. п. В «Энциклопедическом словаре Брокгауза и Ефрона» его творчеству давалась следующая характеристика: «В отношении красивой группировки подобных предметов, а ещё больше в отношении рельефности и правдивости их воспроизведения он почти не имеет соперника между современными живописцами „мёртвой природы“ не только во Франции, но и во всей Европе».
В числе наиболее известных работ:
- «Аметистовая ваза XVI столетия»,
- «Старое грушевое дерево»,
- «Чай в мастерской художника»,
- «Шлем и щит Карла IX»,
- «Корона французских королей»

- Натюрморт с фруктами и стаканом вина. 1863
- Произведения искусства из собрания Ричарда Уоллеса. 1880
- Натюрморт с орхидеей, графином и кружкой из слоновой кости. 1897
- Натюрморт с хрустальным подсвечником и распятием